# Selección de balonmano de Ucrania
La Selección de balonmano de Ucrania es la selección de balonmano de dicho país. Ucrania tiene selección propia de balonmano desde 1991, anteriormente formaba parte de la Unión Soviética.

## Historial

### Juegos Olímpicos
- 1992 - No participó
- 1996 - No participó
- 2000 - No participó
- 2004 - No participó
- 2008 - No participó
- 2012 - No participó
- 2016 - No participó
- 2020 - No participó

### Campeonatos del Mundo
- 1993 - No participó
- 1995 - No participó
- 1997 - No participó
- 1999 - No participó
- 2001 - 7.ª plaza
- 2003 - No participó
- 2005 - No participó
- 2007 - 14.ª plaza
- 2009 - No participó
- 2011 - No participó
- 2013 - No participó
- 2015 - No participó
- 2017 - No participó
- 2019 - No participó
- 2021 - No participó

### Campeonatos de Europa
- 1994 - No participó
- 1996 - No participó
- 1998 - No participó
- 2000 - 12.ª plaza
- 2002 - 11.ª plaza
- 2004 - 15.ª plaza
- 2006 - 12.ª plaza
- 2008 - No participó
- 2010 - 16.ª plaza
- 2012 - No participó
- 2014 - No participó
- 2016 - No participó
- 2018 - No participó
- 2020 - 19.ª plaza
- 2022 - 24ª plaza